# Гой (фільм)
«Гой» (англ. Goy) — американський трилер 2011 року.

## Сюжет
Увечері 15 серпня 1995 року Нік Розенберг і його подруга Лаура Фолкнер знаходяться в невеликому готелі в Еверглейдс, Флорида, щоб відсвяткувати 80-річчя родича лікаря Джорджа Розенберга. У той же час, це возз'єднання сім'ї для Ніка і його братів і сестер, яких він не бачив з дня смерті їхніх батьків. Незабаром після таємничого зникнення співробітника готелю, Розенберги розуміють, що вони є мішенню кривавої помсти.

## У ролях
| Актор            | Роль                    |
| ---------------- | ----------------------- |
| Крістофер Кріса  | доктор Джордж Розенберг |
| Марлін Міллер    | доктор Крюгер           |
| Аль Руссо        | Дональд Ріттер          |
| Івонн Зіма       | Тріш Розенберг          |
| Ерік МакІнтайр   | Патрік Розенберг        |
| Камілла Бйорлін  | Діана Розенберг         |
| Крістофер Мітчум | Харальд Розенберг       |
| Блер Редфорд     | Пол Розенберг           |
| Кейт Стоун       | Нік Розенберг           |
| Кендес Мун       | Лаура Фолкнер           |
| Біллі Мільйон    | швейцар                 |
| Маттіас Г'юз     | Мартін Тейнманн         |
| Керстін Ліннартц | Service Craft           |
| Нані Ніколь      | гість                   |